# Грб Тургауа
Грб Тургауа је званични симбол швајцарског кантона Тургауа. Грб датира из 1264, а задњу адаптацију је имао је 1803. године.

## Опис грба
Грб Тургауа је германски штит дијагонално подјељен из горњег десног у доњи лијеви угао на два поља, од које је горње бијеле, а доње зелене боје. У оба поља је приказ златног лава (пуме) у ходу.